# Julián Carranza
Julián Simón Carranza (Oncativo, 22 mei 2000) is een Argentijns voetballer die doorgaans speelt als aanvaller. In juli 2024 verruilde hij Philadelphia Union voor Feyenoord.

## Clubcarrière
Carranza speelde in de jeugdopleiding van Banfield. Zijn debuut in het eerste elftal maakte hij op 24 november 2017, toen in eigen huis met 0–1 verloren werd van Defensa y Justicia. Tijdens deze wedstrijd mocht hij tien minuten na rust invallen. Op 9 december 2017 kwam de aanvaller voor het eerst tot scoren. Van Argentinos Juniors werd met 2–3 verloren en Carranza was verantwoordelijk voor beide doelpunten van Banfield.
In de zomer van 2019 maakte hij voor een bedrag van circa vijfenhalf miljoen euro de overstap naar Inter Miami, dat hem nog wel een half seizoen verhuurde aan Banfield. Na twee seizoenen in het eerste elftal in Miami werd hij in januari 2022 opnieuw verhuurd. Ditmaal nam Philadelphia Union hem tijdelijk over en die club kreeg tevens een optie tot koop op de Argentijn. In de zomer van 2022 werd deze optie gelicht en Carranza kwam definitief vast te liggen in Philadelphia. Bij Philadelphia maakte hij in de seizoenen 2022 en 2023 respectievelijk vijftien en veertien competitiedoelpunten.
Na zes treffers in de eerste helft van 2024 verliet hij Philadelphia. Ondanks een doorlopend contract liet de club hem in juli 2024 transfervrij vertrekken naar Feyenoord. Bij de Rotterdamse club zette hij zijn handtekening onder een verbintenis voor de duur van vier seizoenen.

## Clubstatistieken
| Seizoen | Club                 | Competitie          | Competitie | Competitie | Beker | Beker | Internationaal | Internationaal | Totaal | Totaal |
| Seizoen | Club                 | Competitie          | Wed.       | Dlp.       | Wed.  | Dlp.  | Wed.           | Dlp.           | Wed.   | Dlp.   |
| ------- | -------------------- | ------------------- | ---------- | ---------- | ----- | ----- | -------------- | -------------- | ------ | ------ |
| 2017/18 | Banfield             | Primera División    | 14         | 5          | 2     | 0     | 3              | 0              | 19     | 5      |
| 2018/19 | Banfield             | Primera División    | 15         | 3          | 3     | 1     | 1              | 0              | 19     | 4      |
| 2018    | Inter Miami          | Major League Soccer | —          | —          | —     | —     | —              | —              | 0      | 0      |
| 2018/19 | → Banfield           | Primera División    | 11         | 2          | 1     | 1     | —              | —              | 12     | 3      |
| 2020    | Inter Miami          | Major League Soccer | 17         | 2          | 0     | 0     | —              | —              | 17     | 2      |
| 2021    | Inter Miami          | Major League Soccer | 25         | 1          | 0     | 0     | —              | —              | 25     | 1      |
| 2022    | → Philadelphia Union | Major League Soccer | 16         | 7          | 1     | 0     | —              | —              | 17     | 7      |
| 2022    | Philadelphia Union   | Major League Soccer | 18         | 8          | 0     | 0     | —              | —              | 18     | 8      |
| 2023    | Philadelphia Union   | Major League Soccer | 33         | 14         | 1     | 0     | 11             | 4              | 45     | 18     |
| 2024    | Philadelphia Union   | Major League Soccer | 12         | 6          | 0     | 0     | 3              | 4              | 15     | 10     |
| 2024/25 | Feyenoord            | Eredivisie          | 12         | 3          | 2     | 0     | 5              | 1              | 19     | 4      |
| Totaal  | Totaal               | Totaal              | 173        | 51         | 10    | 2     | 23             | 9              | 206    | 66     |

Bijgewerkt op 21 februari 2025.